# Троє щасливців
«Троє щасливців» (нім. Die drei Glückskinder) — казка, опублікована братами Грімм у збірці «Дитячі та сімейні казки» під номером 70.

## Сюжет
Безпосередньо перед смертю батько покликав трьох синів і дав одному півня, другому — косу, а третьому — кота, звелівши їм іти у світ і знайти країну, де про їхні речі ще не чули. Перший син їздив світом, та скрізь бачив півнів. Нарешті він натрапив на острів, де люди нічого не чули про них і розповів їм, що півень допоможе визначати час. Люди купили у нього півня, а син повернувся додому, принісши з собою стільки золота, скільки осел зміг донести. Тоді другий син пішов шукати свою долю. Він мандрував усюди, поки нарешті не потрапив на острів, де люди не знали, як жати зерно. В обмін на косу, він отримав коня, а ньому стільки золота, скільки міг лише донести. Третій син мандрував світом зі своїм котом і нарешті потрапив на острів, де вільно гуляли миші, і пустив він кота в королівський замок мишей ловити. Король запропонував йому багато золота в обмін на кота. Син взяв золото і пішов, а коли кіт змучився ловити миші, то почав нявкати, а жителі острова перелякались, думаючи, що це чудовисько. Вони відправили герольда, який попросив кота залишити острів, але кіт продовжував нявкати, адже його мучила спрага. Потім люди почали обстрілювати замок гарматами, але кіт втік через вікно, «а стрілянина не вщухала, аж поки палац в друзки рознесли».